# Oreodera undulata
Oreodera undulata là một loài bọ cánh cứng trong họ Cerambycidae.